# TOPEX/Poseidon
TOPEX/Poseidon var en satellit av NASA och CNES som sköts upp med Ariane 42P den 10 augusti 1992 i franska Guyana. Den undersökte klimat, oceanrer och El Niño. Efter över 62,000 varv är satelliten numera inaktiv.